# Selenocosmia lanipes
Selenocosmia lanipes är en spindelart som beskrevs av Anton Ausserer 1875. Selenocosmia lanipes ingår i släktet Selenocosmia och familjen fågelspindlar. Inga underarter finns listade i Catalogue of Life.